# Victor-Emmanuel de Savoie-Aoste
Vittorio Emanuele Torino Giovanni Maria de Savoie, comte de Turin (Turin, 24 novembre 1870 – Bruxelles, 10 octobre 1946) est un général italien.

## Biographie
Second fils de Amédée Ier d'Espagne et frère d'Emmanuel-Philibert de Savoie-Aoste, Louis-Amédée de Savoie, Humbert de Savoie-Aoste, il mène une carrière militaire dans les corps de cavalerie. Il fréquente le Collège Militaire de Milan, maintenant appelé l'École militaire "Teulié", et de l'Académie militaire de Modène, obtient en 1889 le grade de sous-lieutenant. D'abord affecté au régiment "Nizza Cavalleria", et ensuite promu au "Piemonte Reale Cavalleria" avec le grade de lieutenant. Le 15 août 1897, à Vaucresson, à proximité de Versailles, le comte de Turin se bat en duel avec le prince Henri d'Orléans, qui, dans un article publié dans le quotidien Le Figaro, a dénigré la valeur des soldats italiens après la Bataille d'Adoua. Le prince Henri est blessé à l'abdomen par son adversaire, qui remporte le duel après 5 reprises et 26 minutes. À son retour à la maison, le comte de Turin est reçu avec tous les honneurs et félicité de son succès par son oncle Humbert Ier, tandis que les journaux de l'époque en font une sorte de héros du pays.
En janvier 1898 les principaux journaux d'Europe annoncent ses fiançailles avec la princesse Clara de Bavière, la sœur cadette de sa cousine Isabella, mais la nouvelle n'est pas confirmée et le mariage est abandonné. En 1900, il est nommé colonel et promu au commandement de la "Lancieri di Novara". En 1903, est promu au grade de général de brigade, il commande la septième brigade de cavalerie. En 1910, il est Lieutenant-général et inspecteur de la cavalerie. Dans la Grande Guerre (1915-18), il était à la tête de la Cavalerie. Il a été promu général de corps d'armée en 1923. Pendant le fascisme, il maintient une position difficile. Célibataire et sans enfants, il est mort en Belgique en 1946, où il est parti en exil après le plébiscite. En 1968 il est enterré dans la crypte royale de la Basilique de Superga, sur la colline de Turin.